# Ламберт, Майкл
Майкл Ламберт (род. 25 июня 1986 года, Торонто, Онтарио, Канада) — канадский сноубордист, участник олимпийских игр 2010 года. Победитель этапов кубка мира по сноуборду.

## Биография
Помимо сноуборда занимается яхтами, в составе команды Team Thunderstruck Королевского Канадского яхтклуба выступает в гонках класса J105. После сноуборда планирует быть продавцом коммерческой недвижимости, для чего уже получил лиценцию в Онтарио.

## Спортивная карьера
Принимал участие в чемпионатах мира среди юниоров по сноуборду в 2005 и 2006 годы. В 2005 году стал 4-м на дистанции параллельного гинатского слалома, а в следующем году сумел завоевать серебро. В сезоне 2009—2010 годов завоевал свой первый полиум на этапах кубка мира, а затем и первую победу, став в итоге 5-м в общем зачёте.
Четыре раза принимал участие в чемпионатах мира по сноуборду. В 2007 году он стал 44-м в параллельном гигантском слаломе и 24-м в параллельном слаломе. В 2009 году стал 8-м в параллельном гигантском слаломе и стал 35-м в параллельном слаломе. В 2011 году был 30-м и 12-м, а в 2013 году был 32-м и 18-м соответственно. На олимпийских играх Майкл Ламберт дебютировал в 2010 году где стал 12-м в параллельном гигантском слаломе.